# Larinopoda
Larinopoda là một chi bướm ngày thuộc họ Lycaenidae.